# Diszkoszvetés a nyári olimpiai játékokon

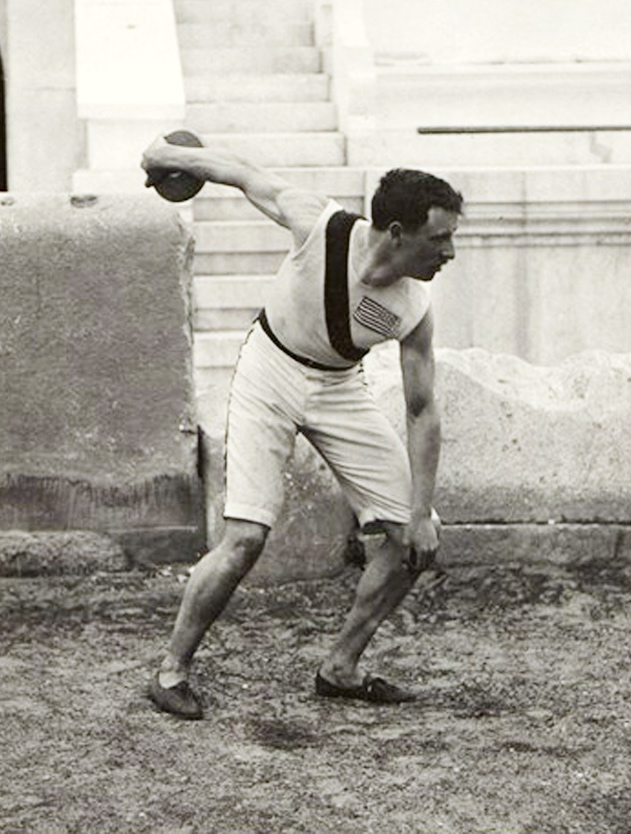
Robert Garrett az újkori olimpiák első diszkoszvető olimpiai bajnoka

A diszkoszvetés az újkori olimpiai játékok mindegyikén az atlétikaversenyek része volt.A versenyszámot ókori előzményei alapján vették fel az 1896. évi nyári olimpiai játékok programjába.
Az első olimpiai bajnok, az egyesült államokbeli Robert Garrett az akkor feltételezett antik stílusban – vagyis a diszkoszvetésre ma jellemző forgás nélkül – dobva nyerte aranyérmét. A mai modern forgásos dobótechnikát Bauer Rudolf alkalmazta először az 1900. évi olimpián, megnyerve ezzel Magyarország első és máig egyetlen olimpiai aranyérmét ebben a versenyszámban. Az első olimpiai bajnok, aki a következő olimpián meg tudta védeni bajnoki címét, az egyesült államokbeli Martin Sheridan volt, aki az 1908. évi olimpián megnyerte az ezen egyetlen alkalommal kiírt antik stílusú diszkoszvetést is. Az 1912. évi olimpián kétkezes diszkoszvetésben is rendeztek versenyt.
A két világháború között a versenyszám kiemelkedő képviselője az amerikai Clarence Houser volt, aki két olimpiai bajnoki címet nyert. 1928-tól a diszkoszvetést felvették a női atlétikaversenyek programjába is. Az első olimpiai bajnok női diszkoszvető a lengyel Halina Konopacka volt.
A második világháború után a versenyszámra férfi szakágban az Egyesült Államok, női szakágban a Szovjetunió fölénye a jellemző. A férfiaknál az amerikai Alfred Oerter máig egyedülállóan négy egymás követő olimpián tudott nyerni. A nőknél a szovjet színekben versenyző Nyina Romaskova három egymást követő olimpián nyert érmet.
Az utóbbi olimpiákon – köszönhetően a Szovjetunió felbomlásának is – az erőviszonyok kiegyenlítődtek, egyre több ország nyert érmet.

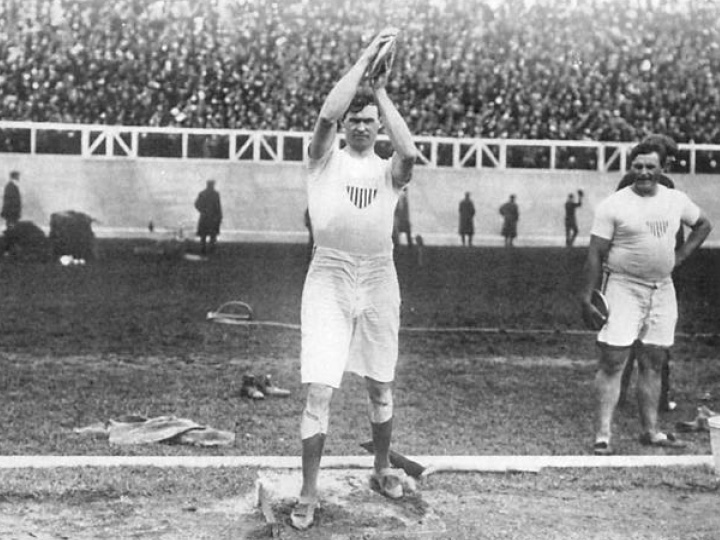
Martin Sheridan az első kétszeres olimpiai bajnok diszkoszvető az 1908. évi olimpián

## Részletes eredmények

### Férfi diszkoszvetés

#### Dobáseredmények

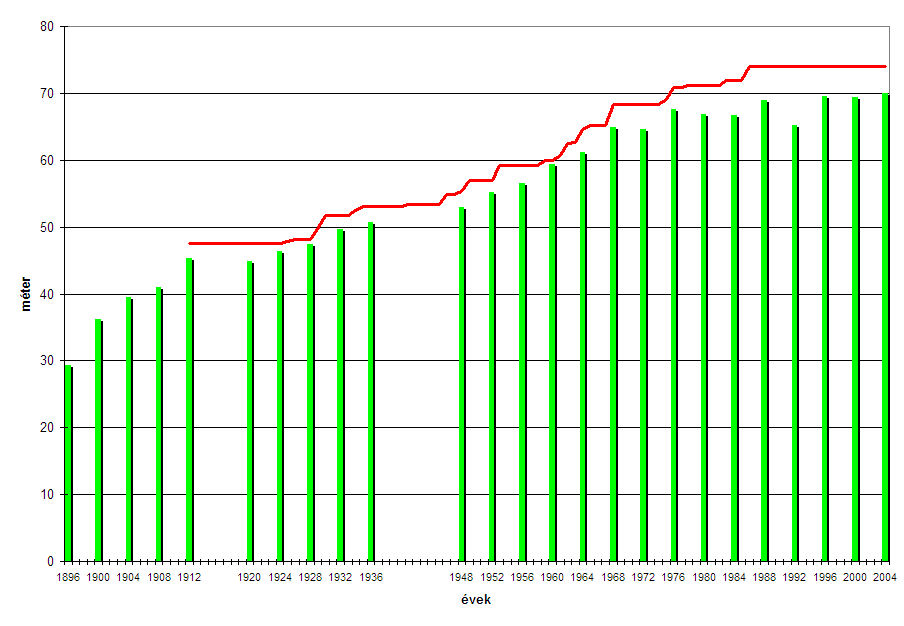
Az olimpiai bajnoki címet jelentő dobóeredmények az egyes olimpiákon (zöld oszlopok) és a világrekord változása (piros vonal)

Az első olimpiai bajnok, Robert Garret aranyérmét 29,15 méteres eredménnyel nyerte. Az azóta rendezett huszonöt olimpia közül tizennyolcon dőlt meg a férfi diszkoszvetés olimpiai rekordja. A csúcstartó négy éven keresztül a magyar Bauer Rudolf volt. A legtöbb bajnokságot nyert egyesült államokbeli Alfred Oerter mind a négy bajnoki címét olimpiai rekorddal nyerte. A ma érvényes csúcsot a litván Virgilijus Alekna tartja, aki 69,89 méteres eredményét a 2004. évi athéni olimpián érte el.
A Nemzetközi Atlétikai Szövetség a férfi diszkoszvetés világcsúcsát 1912 óta tartja nyilván. Az első világcsúcstartó, az egyesült államokbeli James Duncan ekkor 47,58 méteres eredményt ért el, ami meghaladja az 1912. évi olimpia győztesének 45,21 méteres eredményét. Az éppen érvényes világrekordot azóta sem sikerült egyetlen olimpián sem megdönteni, így a férfi diszkoszvetés lett az egyetlen atlétikai versenyszám, melyben az olimpiák történetében nem történt világcsúcsjavítás.

#### Éremtáblázat
A táblázat az antik stílusú és a kétkezes diszkoszvetés érmeit nem tartalmazza.
(Magyarország eltérő háttérszínnel, az egyes számoszlopok legmagasabb értékei vastagítással kiemelve.)
| A nyári olimpiai játékok éremtáblázata férfi diszkoszvetésben | A nyári olimpiai játékok éremtáblázata férfi diszkoszvetésben | A nyári olimpiai játékok éremtáblázata férfi diszkoszvetésben | A nyári olimpiai játékok éremtáblázata férfi diszkoszvetésben | A nyári olimpiai játékok éremtáblázata férfi diszkoszvetésben | Olimpia  |
| ------------------------------------------------------------- | ------------------------------------------------------------- | ------------------------------------------------------------- | ------------------------------------------------------------- | ------------------------------------------------------------- | -------- |
|                                                               | Ország                                                        | Arany                                                         | Ezüst                                                         | Bronz                                                         | Összesen |
| 1.                                                            | Egyesült Államok (USA)                                        | 13                                                            | 9                                                             | 13                                                            | 35       |
| 2.                                                            | Németország (GER)                                             | 3                                                             | 2                                                             | 1                                                             | 6        |
| 3.                                                            | Litvánia (LTU)                                                | 3                                                             | 0                                                             | 1                                                             | 4        |
| 4.                                                            | Finnország (FIN)                                              | 2                                                             | 3                                                             | 0                                                             | 5        |
| 5.                                                            | Csehszlovákia (TCH)                                           | 1                                                             | 2                                                             | 1                                                             | 4        |
| 5.                                                            | Olaszország (ITA)                                             | 1                                                             | 2                                                             | 1                                                             | 4        |
| 7.                                                            | NDK (GDR)                                                     | 1                                                             | 2                                                             | 0                                                             | 3        |
| 8.                                                            | Magyarország (HUN)                                            | 1                                                             | 1                                                             | 0                                                             | 2        |
| 8.                                                            | Szovjetunió (URS)                                             | 1                                                             | 1                                                             | 0                                                             | 2        |
| 10.                                                           | Észtország (EST)                                              | 1                                                             | 0                                                             | 2                                                             | 3        |
| 11.                                                           | NSZK (FRG)                                                    | 1                                                             | 0                                                             | 1                                                             | 2        |
|                                                               |                                                               |                                                               |                                                               |                                                               |          |
| 12.                                                           | Lengyelország (POL)                                           | 0                                                             | 2                                                             | 0                                                             | 2        |
| 13.                                                           | Görögország (GRE)                                             | 0                                                             | 1                                                             | 2                                                             | 3        |
| 14.                                                           | Fehéroroszország (BLR)                                        | 0                                                             | 1                                                             | 1                                                             | 2        |
| 15.                                                           | Csehország (CZE)                                              | 0                                                             | 1                                                             | 0                                                             | 1        |
| 15.                                                           | Irán (IRI)                                                    | 0                                                             | 1                                                             | 0                                                             | 1        |
|                                                               |                                                               |                                                               |                                                               |                                                               |          |
| 17.                                                           | Kuba (CUB)                                                    | 0                                                             | 0                                                             | 2                                                             | 2        |
| 18.                                                           | Dél-afrikai Unió (RSA)                                        | 0                                                             | 0                                                             | 1                                                             | 1        |
| 18.                                                           | Franciaország (FRA)                                           | 0                                                             | 0                                                             | 1                                                             | 1        |
| 18.                                                           | Svédország (SWE)                                              | 0                                                             | 0                                                             | 1                                                             | 1        |
|                                                               |                                                               |                                                               |                                                               |                                                               |          |
| Összesen                                                      | Összesen                                                      | 28                                                            | 28                                                            | 28                                                            | 84       |

#### Érmesek
- A dobóeredmények megadása méterben történik.

| A nyári olimpiai játékok férfi diszkoszvetés érmesei |                                            |            |                                                 |       |                                               |       |
| Olimpia                                              | Arany                                      |            | Ezüst                                           |       | Bronz                                         |       |
| 1896                                                 | Robert Garrett · Egyesült Államok (USA)    | 29,15 (OR) | Panajótisz Paraszkevópulosz · Görögország (GRE) | 28,95 | Szotíriosz Verszísz · Görögország (GRE)       | 28,78 |
| 1900                                                 | Bauer Rudolf · Magyarország (HUN)          | 36,04 (OR) | František Janda-Suk · Csehország (CZE)          | 35,25 | Richard Sheldon · Egyesült Államok (USA)      | 34,60 |
| 1904                                                 | Martin Sheridan · Egyesült Államok (USA)   | 39,28 (OR) | Ralph Rose · Egyesült Államok (USA)             | 39,28 | Nikólaosz Jeorgandász · Görögország (GRE)     | 37,68 |
| 1908                                                 | Martin Sheridan · Egyesült Államok (USA)   | 40,89 (OR) | Merritt Giffin · Egyesült Államok (USA)         | 40,70 | Marquis Horr · Egyesült Államok (USA)         | 39,45 |
| 1912                                                 | Armas Taipale · Finnország (FIN)           | 45,21 (OR) | Richard Byrd · Egyesült Államok (USA)           | 42,32 | James Duncan · Egyesült Államok (USA)         | 42,28 |
| 1920                                                 | Elmer Niklander · Finnország (FIN)         | 44,68      | Armas Taipale · Finnország (FIN)                | 44,19 | Augustus Pope · Egyesült Államok (USA)        | 42,13 |
| 1924                                                 | Clarence Houser · Egyesült Államok (USA)   | 46,15 (OR) | Vilho Niitymaa · Finnország (FIN)               | 44,95 | Thomas Lieb · Egyesült Államok (USA)          | 44,83 |
| 1928                                                 | Clarence Houser · Egyesült Államok (USA)   | 47,32 (OR) | Antero Kivi · Finnország (FIN)                  | 47,23 | James Corson · Egyesült Államok (USA)         | 47,10 |
| 1932                                                 | John Anderson · Egyesült Államok (USA)     | 49,49 (OR) | Henri Laborde · Egyesült Államok (USA)          | 48,47 | Paul Winter · Franciaország (FRA)             | 47,85 |
| 1936                                                 | Kenneth Carpenter · Egyesült Államok (USA) | 50,48 (OR) | Gordon Dunn · Egyesült Államok (USA)            | 49,36 | Giorgio Oberweger · Olaszország (ITA)         | 49,23 |
| 1948                                                 | Adolfo Consolini · Olaszország (ITA)       | 52,78 (OR) | Giuseppe Tosi · Olaszország (ITA)               | 51,78 | Fortune Gordien · Egyesült Államok (USA)      | 50,77 |
| 1952                                                 | Sim Iness · Egyesült Államok (USA)         | 55,03 (OR) | Adolfo Consolini · Olaszország (ITA)            | 53,78 | James Dillion · Egyesült Államok (USA)        | 53,28 |
| 1956                                                 | Alfred Oerter · Egyesült Államok (USA)     | 56,36 (OR) | Fortune Gordien · Egyesült Államok (USA)        | 54,81 | Desmond Koch · Egyesült Államok (USA)         | 54,40 |
| 1960                                                 | Alfred Oerter · Egyesült Államok (USA)     | 59,18 (OR) | Richard Babka · Egyesült Államok (USA)          | 58,02 | Dick Cochran · Egyesült Államok (USA)         | 57,16 |
| 1964                                                 | Alfred Oerter · Egyesült Államok (USA)     | 61,00 (OR) | Ludvík Daněk · Csehszlovákia (TCH)              | 60,52 | David Weill · Egyesült Államok (USA)          | 59,49 |
| 1968                                                 | Alfred Oerter · Egyesült Államok (USA)     | 64,78 (OR) | Lothar Milde · NDK (GDR)                        | 63,08 | Ludvík Daněk · Csehszlovákia (TCH)            | 62,92 |
| 1972                                                 | Ludvík Daněk · Csehszlovákia (TCH)         | 64,40      | Jay Silvester · Egyesült Államok (USA)          | 63,50 | Rickard Bruch · Svédország (SWE)              | 63,40 |
| 1976                                                 | Mac Wilkins · Egyesült Államok (USA)       | 67,50 (OR) | Wolfgang Schmidt · NDK (GDR)                    | 66,22 | John Powell · Egyesült Államok (USA)          | 65,70 |
| 1980                                                 | Viktor Rascsupkin · Szovjetunió (URS)      | 66,64      | Bugár Imre · Csehszlovákia (TCH)                | 66,38 | Luis Delís · Kuba (CUB)                       | 66,32 |
| 1984                                                 | Rolf Danneberg · NSZK (FRG)                | 66,60      | Mac Wilkins · Egyesült Államok (USA)            | 66,30 | John Powell · Egyesült Államok (USA)          | 65,46 |
| 1988                                                 | Jürgen Schult · NDK (GDR)                  | 68,82 (OR) | Romas Ubartas · Szovjetunió (URS)               | 67,48 | Rolf Danneberg · NSZK (FRG)                   | 67,38 |
| 1992                                                 | Romas Ubartas · Litvánia (LTU)             | 65,12      | Jürgen Schult · Németország (GER)               | 64,94 | Roberto Moya · Kuba (CUB)                     | 64,12 |
| 1996                                                 | Lars Riedel · Németország (GER)            | 69,40 (OR) | Uladzimir Dubrovscsik · Fehéroroszország (BLR)  | 66,60 | Vaszil Kapcjuh · Fehéroroszország (BLR)       | 65,80 |
| 2000                                                 | Virgilijus Alekna · Litvánia (LTU)         | 69,30      | Lars Riedel · Németország (GER)                 | 68,50 | Frantz Kruger · Dél-afrikai Köztársaság (RSA) | 68,19 |
| 2004                                                 | Virgilijus Alekna · Litvánia (LTU)         | 69,89 (OR) | Kővágó Zoltán · Magyarország (HUN)              | 67,04 | Aleksander Tammert · Észtország (EST)         | 66,66 |
| 2008                                                 | Gerd Kanter · Észtország (EST)             | 68,82      | Piotr Małachowski · Lengyelország (POL)         | 67,82 | Virgilijus Alekna · Litvánia (LTU)            | 67,79 |
| 2012                                                 | Robert Harting · Németország (GER)         | 68,27      | Ehszán Haddádi · Irán (IRI)                     | 68,18 | Gerd Kanter · Észtország (EST)                | 68,03 |
| 2016                                                 | Christoph Harting · Németország (GER)      | 68,37      | Piotr Małachowski · Lengyelország (POL)         | 67,55 | Daniel Jasinski · Németország (GER)           | 67,05 |

#### A legeredményesebb férfi diszkoszvetők
A táblázat az antik stílusú és a kétkezes diszkoszvetés érmeit nem tartalmazza.
| A nyári olimpiai játékokon egynél több érmet nyert férfi diszkoszvetők |                   |                                    |       |       |       |          |
|                                                                        | Sportoló          | Ország                             | Arany | Ezüst | Bronz | Összesen |
| 1.                                                                     | Alfred Oerter     | Egyesült Államok (USA)             | 4     | 0     | 0     | 4        |
| 2.                                                                     | Virgilijus Alekna | Litvánia (LTU)                     | 2     | 0     | 1     | 3        |
| 3.                                                                     | Clarence Houser   | Egyesült Államok (USA)             | 2     | 0     | 0     | 2        |
| 3.                                                                     | Martin Sheridan   | Egyesült Államok (USA)             | 2     | 0     | 0     | 2        |
| 5.                                                                     | Ludvík Daněk      | Csehszlovákia (TCH)                | 1     | 1     | 1     | 3        |
| 6.                                                                     | Adolfo Consolini  | Olaszország (ITA)                  | 1     | 1     | 0     | 2        |
| 6.                                                                     | Armas Taipale     | Finnország (FIN)                   | 1     | 1     | 0     | 2        |
| 6.                                                                     | Jürgen Schult     | NDK (GDR) · Németország (GER)      | 1     | 1     | 0     | 2        |
| 6.                                                                     | Lars Riedel       | Németország (GER)                  | 1     | 1     | 0     | 2        |
| 6.                                                                     | Romas Ubartas     | Litvánia (LTU) · Szovjetunió (URS) | 1     | 1     | 0     | 2        |
| 11.                                                                    | Gerd Kanter       | Észtország (EST)                   | 1     | 0     | 1     | 2        |
| 12.                                                                    | Piotr Małachowski | Lengyelország (POL)                | 0     | 2     | 0     | 2        |
| 13.                                                                    | Fortune Gordien   | Egyesült Államok (USA)             | 0     | 1     | 1     | 2        |

#### Antik stílusú diszkoszvetés
A modern forgásos diszkoszvető-stílus elterjedése után az 1908. évi olimpián versenyt tartottak a modern – vagy szabad – stílusú és az antik – vagy görög – stílusú diszkoszvetésben is. Az antik stílusú diszkoszvetés érmesei a következők:
| Az 1908. évi nyári olimpiai játékok érmesei antik stílusú diszkoszvetésben |       |                                       |       |                                    |       |
| Arany                                                                      |       | Ezüst                                 |       | Bronz                              |       |
| Martin Sheridan · Egyesült Államok (USA)                                   | 37,99 | Marquis Horr · Egyesült Államok (USA) | 37,32 | Verner Järvinen · Finnország (FIN) | 36,48 |

A versenyszámot  csak ezen az egy olimpián írták ki.

#### Kétkezes diszkoszvetés
Az 1912. évi, stockholmi olimpia műsorán szerepeltek az északi országokban akkor népszerű kétkezes dobószámok is. A versenyzők bal és jobb kézzel is dobtak, majd a két eredmény összeadásával alakult ki a végső sorrend. A kétkezes diszkoszvetés érmesei a következők:
| Az 1912. évi nyári olimpiai játékok érmesei kétkezes diszkoszvetésben |                     |                                    |                     |                                   |                     |
| Arany                                                                 |                     | Ezüst                              |                     | Bronz                             |                     |
| Armas Taipale · Finnország (FIN)                                      | 82,86 (44,68+38,18) | Elmer Niklander · Finnország (FIN) | 37,32 (40,28+37,68) | Emil Magnusson · Svédország (SWE) | 36,48 (40,58+36,79) |

A versenyszámot  csak ezen az egy olimpián írták ki.

### Női diszkoszvetés

#### Dobáseredmények

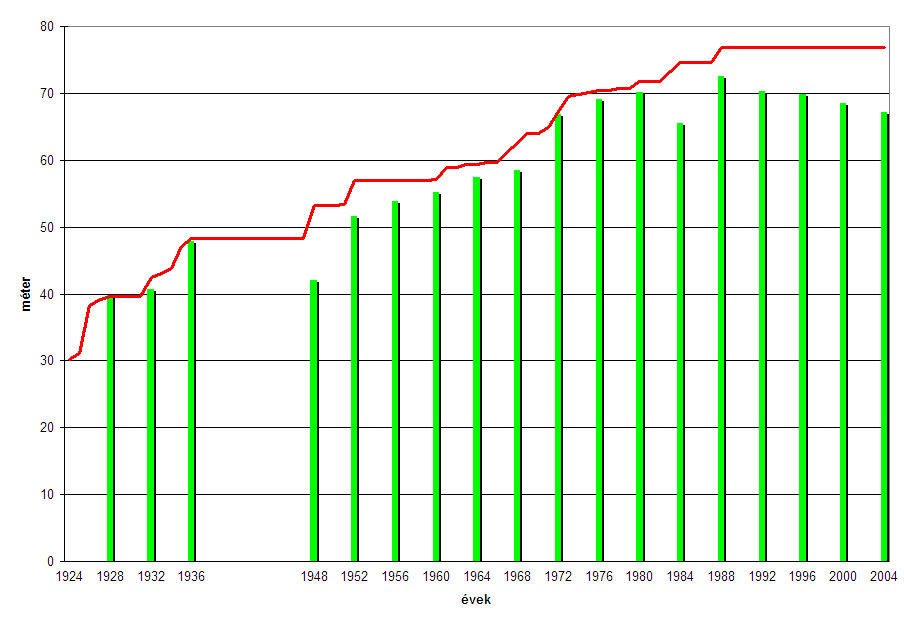
Az olimpiai bajnoki címet jelentő dobóeredmények az egyes olimpiákon (zöld oszlopok) és a világrekord változása (piros vonal)

Az 1928. évi olimpián a diszkoszvetés első női olimpiai bajnoka aranyérmét 39,62 méteres eredménnyel nyerte. Az azóta rendezett tizennyolc olimpia közül tizenegyen dőlt meg az olimpiai rekord. A mai csúcstartó a német Martina Hellmann, aki 72,30 méteres eredményét – akkor még a Német Demokratikus Köztársaság színeiben versenyezve – az 1988. évi szöuli olimpián érte el. Rajta kívül az olimpiák történetében csak a kubai Maritza Martén dobta túl a hetven métert, 1992-ben.
A Nemzetközi Atlétikai Szövetség a francia Yvonne Tembouret 1923-ban elért 27,39 méteres eredményét tekinti az első világrekordnak. 1928-ban, a nyári olimpiák első női diszkoszvető versenyén a lengyel Halina Konopacka saját 1927-ben felállított világcsúcsát dobta túl, közel ötven centiméterrel. A női diszkoszvetés olimpiai versenyeinek történetében a győztesnek azóta sem sikerült a fennálló világrekordot megdöntenie.

#### Éremtáblázat
| A nyári olimpiai játékok éremtáblázata női diszkoszvetésben | A nyári olimpiai játékok éremtáblázata női diszkoszvetésben | A nyári olimpiai játékok éremtáblázata női diszkoszvetésben | A nyári olimpiai játékok éremtáblázata női diszkoszvetésben | A nyári olimpiai játékok éremtáblázata női diszkoszvetésben | Olimpia  |
| ----------------------------------------------------------- | ----------------------------------------------------------- | ----------------------------------------------------------- | ----------------------------------------------------------- | ----------------------------------------------------------- | -------- |
|                                                             | Ország                                                      | Arany                                                       | Ezüst                                                       | Bronz                                                       | Összesen |
| 1.                                                          | Szovjetunió (URS)                                           | 4                                                           | 3                                                           | 3                                                           | 10       |
| 2.                                                          | NDK (GDR)                                                   | 3                                                           | 1                                                           | 1                                                           | 5        |
| 3.                                                          | Egyesült Államok (USA)                                      | 2                                                           | 3                                                           | 0                                                           | 5        |
| 4.                                                          | Németország (GER)                                           | 2                                                           | 1                                                           | 1                                                           | 4        |
| 5.                                                          | Horvátország (CRO)                                          | 2                                                           | 0                                                           | 0                                                           | 2        |
| 6.                                                          | Oroszország (RUS)                                           | 1                                                           | 2                                                           | 0                                                           | 3        |
| 7.                                                          | Románia (ROU)                                               | 1                                                           | 1                                                           | 3                                                           | 5        |
| 8.                                                          | Franciaország (FRA)                                         | 1                                                           | 1                                                           | 1                                                           | 3        |
| 8.                                                          | Kuba (CUB)                                                  | 1                                                           | 1                                                           | 1                                                           | 3        |
| 8.                                                          | Lengyelország (POL)                                         | 1                                                           | 1                                                           | 1                                                           | 3        |
| 11.                                                         | Fehéroroszország (BLR)                                      | 1                                                           | 0                                                           | 3                                                           | 4        |
| 12.                                                         | Csehszlovákia (TCH)                                         | 1                                                           | 0                                                           | 0                                                           | 1        |
| 12.                                                         | Hollandia (NED)                                             | 1                                                           | 0                                                           | 0                                                           | 1        |
|                                                             |                                                             |                                                             |                                                             |                                                             |          |
| 14.                                                         | Bulgária (BUL)                                              | 0                                                           | 3                                                           | 2                                                           | 5        |
| 15.                                                         | Görögország (GRE)                                           | 0                                                           | 2                                                           | 0                                                           | 2        |
| 16.                                                         | NSZK (FRG)                                                  | 0                                                           | 1                                                           | 0                                                           | 1        |
| 16.                                                         | Olaszország (ITA)                                           | 0                                                           | 1                                                           | 0                                                           | 1        |
|                                                             |                                                             |                                                             |                                                             |                                                             |          |
| 18.                                                         | Ausztrália (AUS)                                            | 0                                                           | 0                                                           | 1                                                           | 1        |
| 18.                                                         | Kína (CHN)                                                  | 0                                                           | 0                                                           | 1                                                           | 1        |
| 18.                                                         | Magyarország (HUN)                                          | 0                                                           | 0                                                           | 1                                                           | 1        |
| 18.                                                         | Svédország (SWE)                                            | 0                                                           | 0                                                           | 1                                                           | 1        |
| 18.                                                         | Ukrajna (UKR)                                               | 0                                                           | 0                                                           | 1                                                           | 1        |
|                                                             |                                                             |                                                             |                                                             |                                                             |          |
| Összesen                                                    | Összesen                                                    | 21                                                          | 21                                                          | 21                                                          | 63       |

#### Érmesek
| A nyári olimpiai játékok női diszkoszvetés érmesei |                                                 |            |                                            |       |                                          |       |
| Olimpia                                            | Arany                                           |            | Ezüst                                      |       | Bronz                                    |       |
| 1928                                               | Halina Konopacka · Lengyelország (POL)          | 39,62 (VR) | Lillian Copeland · Egyesült Államok (USA)  | 37,08 | Ruth Svedberg · Svédország (SWE)         | 35,92 |
| 1932                                               | Lillian Copeland · Egyesült Államok (USA)       | 40,58 (OR) | Ruth Osburn · Egyesült Államok (USA)       | 40,12 | Jadwiga Wajs · Lengyelország (POL)       | 38,74 |
| 1936                                               | Gisela Mauermayer · Németország (GER)           | 47,63 (OR) | Jadwiga Wajs · Lengyelország (POL)         | 46,22 | Paula Mollenhauer · Németország (GER)    | 39,80 |
| 1948                                               | Micheline Ostermeyer · Franciaország (FRA)      | 41,92      | Edera Cordiale · Olaszország (ITA)         | 41,17 | Jacqueline Mazéas · Franciaország (FRA)  | 40,47 |
| 1952                                               | Nyina Romaskova · Szovjetunió (URS)             | 51,42 (OR) | Jelizaveta Bagrjanceva · Szovjetunió (URS) | 47,08 | Nyina Dumbadze · Szovjetunió (URS)       | 46,29 |
| 1956                                               | Olga Fikotová · Csehszlovákia (TCH)             | 53,69 (OR) | Irina Begljakova · Szovjetunió (URS)       | 52,54 | Nyina Romaskova · Szovjetunió (URS)      | 52,02 |
| 1960                                               | Nyina Romaskova · Szovjetunió (URS)             | 55,10 (OR) | Tamara Pressz · Szovjetunió (URS)          | 52,59 | Lia Manoliu · Románia (ROU)              | 52,36 |
| 1964                                               | Tamara Pressz · Szovjetunió (URS)               | 57,27 (OR) | Ingrid Lotz · Németország (GER)            | 57,21 | Lia Manoliu · Románia (ROU)              | 56,97 |
| 1968                                               | Lia Manoliu · Románia (ROU)                     | 58,28 (OR) | Liesel Westermann · NSZK (FRG)             | 57,76 | Kontsek Jolán · Magyarország (HUN)       | 54,90 |
| 1972                                               | Faina Melnyik · Szovjetunió (URS)               | 66,62 (OR) | Argentina Menis · Románia (ROU)            | 65,06 | Vaszilka Sztoeva · Bulgária (BUL)        | 64,34 |
| 1976                                               | Evelin Schlaak · NDK (GDR)                      | 69,00 (OR) | Marija Vergova · Bulgária (BUL)            | 67,30 | Gabriele Hinzmann · NDK (GDR)            | 66,84 |
| 1980                                               | Evelin Schlaak · NDK (GDR)                      | 69,96 (OR) | Marija Petkova · Bulgária (BUL)            | 67,90 | Tatyjana Leszovaja · Szovjetunió (URS)   | 67,40 |
| 1984                                               | Ria Stalman · Hollandia (NED)                   | 65,36      | Leslie Deniz · Egyesült Államok (USA)      | 64,86 | Florenta Crăciunescu · Románia (ROU)     | 63,64 |
| 1988                                               | Martina Hellmann · NDK (GDR)                    | 72,30 (OR) | Diana Gansky · NDK (GDR)                   | 71,88 | Cvetanka Hrisztova · Bulgária (BUL)      | 69,74 |
| 1992                                               | Maritza Martén · Kuba (CUB)                     | 70,06      | Cvetanka Hrisztova · Bulgária (BUL)        | 67,78 | Daniela Costian · Ausztrália (AUS)       | 66,24 |
| 1996                                               | Ilke Wyludda · Németország (GER)                | 69,66      | Natalja Szadova · Oroszország (RUS)        | 66,48 | Elina Zverava · Fehéroroszország (BLR)   | 65,64 |
| 2000                                               | Elina Zverava · Fehéroroszország (BLR)          | 68,40      | Anasztaszía Keleszídu · Görögország (GRE)  | 65,71 | Irina Jatcsanka · Fehéroroszország (BLR) | 65,20 |
| 2004                                               | Natalja Szadova · Oroszország (RUS)             | 67,02      | Anasztaszía Keleszídu · Görögország (GRE)  | 66,68 | Irina Jatcsanka · Fehéroroszország (BLR) | 66,17 |
| 2008                                               | Stepanie Brown-Trafton · Egyesült Államok (USA) | 64,74      | Yarelis Barrios · Kuba (CUB)               | 63,64 | Olena Antonova · Ukrajna (UKR)           | 62,59 |
| 2012                                               | Sandra Perković · Horvátország (CRO)            | 69,11      | Darja Piscsalnyikova · Oroszország (RUS)   | 67,56 | Li Jan-feng · Kína (CHN)                 | 67,22 |
| 2016                                               | Sandra Perković · Horvátország (CRO)            | 69,21      | Mélina Robert-Michon · Franciaország (FRA) | 66,73 | Denia Caballero · Kuba (CUB)             | 65,34 |

#### A legeredményesebb női diszkoszvetők
A női diszkoszvető olimpiai bajnokok közül bajnoki címét csak Evelin Schlaak tudta megvédeni. A szintén kétszeres bajnok Nyina Romaskova nem két egymást követő olimpián nyerte aranyérmeit.
| A nyári olimpiai játékokon egynél több érmet nyert női diszkoszvetők |                       |                        |       |       |       |          |
|                                                                      | Sportoló              | Ország                 | Arany | Ezüst | Bronz | Összesen |
| 1.                                                                   | Nyina Romaskova       | Szovjetunió (URS)      | 2     | 0     | 1     | 3        |
| 2.                                                                   | Sandra Perković       | Horvátország (CRO)     | 2     | 0     | 0     | 2        |
| 2.                                                                   | Evelin Schlaak        | NDK (GDR)              | 2     | 0     | 0     | 2        |
| 4.                                                                   | Tamara Pressz         | Szovjetunió (URS)      | 1     | 1     | 0     | 2        |
| 4.                                                                   | Natalja Szadova       | Oroszország (RUS)      | 1     | 1     | 0     | 2        |
| 6.                                                                   | Lia Manoliu           | Románia (ROU)          | 1     | 0     | 2     | 3        |
| 7.                                                                   | Lillian Copeland      | Egyesült Államok (USA) | 1     | 0     | 1     | 2        |
| 7.                                                                   | Elina Zverava         | Fehéroroszország (BLR) | 1     | 0     | 1     | 2        |
|                                                                      |                       |                        |       |       |       |          |
| 9.                                                                   | Anasztaszía Keleszídu | Görögország (GRE)      | 0     | 2     | 0     | 2        |
| 9.                                                                   | Marija Petkova        | Bulgária (BUL)         | 0     | 2     | 0     | 2        |
| 11.                                                                  | Cvetanka Hrisztova    | Bulgária (BUL)         | 0     | 1     | 1     | 2        |
| 11.                                                                  | Jadwiga Wajs          | Lengyelország (POL)    | 0     | 1     | 1     | 2        |
|                                                                      |                       |                        |       |       |       |          |
| 13.                                                                  | Irina Jatcsanka       | Fehéroroszország (BLR) | 0     | 0     | 2     | 2        |

## Magyar részvétel

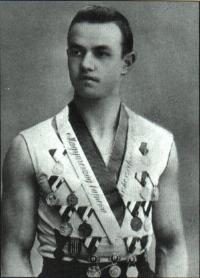
Bauer Rudolf, az első olimpiai bajnok magyar atléta, bajnoki címét diszkoszvetésben nyerte

Magyar férfi diszkoszvetők huszonkét alkalommal vettek részt nyári olimpián. Közülük Klics Ferenc négy olimpián vett részt és kétszer végzett pontszerző helyen. A legeredményesebb magyar diszkoszvető Bauer Rudolf. A versenyeken a magyar férfi diszkoszvetők összesen
- egy első,
- egy második,
- egy negyedik,
- hét ötödik és
- két hatodik

helyezést értek el, és ezzel összesen harmincegy olimpiai pontot szereztek.
Magyar női diszkoszvetők hat alkalommal vettek részt nyári olimpián. Közülük Kontsek Jolán és Stugner Judit egyaránt kétszer volt tagja a magyar olimpiai csapatnak. A legeredményesebb magyar női diszkoszvető Kontsek Jolán, aki – egy harmadik és egy hatodik helyezésével – egyedüli magyarként tudott a szakágban olimpiai pontot szerezni.
A következő táblázat olimpiánként tünteti fel az egyes olimpiákon induló magyar diszkoszvetők neveit. A fel nem tüntetett nyári olimpiákon magyar diszkoszvető nem indult. A sportoló neve után szerepel az elért helyezés (ha megállapították) és a dobáseredmény (ha ismert).
(Mindkét szakágban vastagítással kiemelve a három legjobb helyezés és a három legjobb dobáseredmény)
| Magyar részvétel a nyári olimpiai játékok diszkoszvető versenyein | Magyar részvétel a nyári olimpiai játékok diszkoszvető versenyein                                         | Magyar részvétel a nyári olimpiai játékok diszkoszvető versenyein |
| olimpia                                                           | férfi diszkoszvetés                                                                                       | női diszkoszvetés                                                 |
| ----------------------------------------------------------------- | --- | ----------------------------------------------------------------- |
| 1900                                                              | Bauer Rudolf (1. – 36,04) Crettier Rezső (5. – 33,65) Coray Artúr Strausz Gyula                           |                                                                   |
| 1908                                                              | Jesina Ferenc Kóczán Mór Luntzer György (6. – 38,34) Mudin Imre                                           |                                                                   |
| 1908 antik stílusú diszkoszvetés                                  | Jesina Ferenc Luntzer György Mudin Imre Mudin István (33,10)                                              |                                                                   |
| 1912                                                              | Fóti Samu (36,37) Kobulszky Károly (38,15) Kóczán Mór (33,30) Luntzer György (37,88) Újlaki Rezső (39,82) |                                                                   |
| 1912 kétkezes diszkoszvetés                                       | Kobulszky Károly (37,01+22,47=59,48) Luntzer György (37,68+–=37,68) Újlaki Rezső (40,32+25,86=66,18)      |                                                                   |
| 1924                                                              | Marvalits Kálmán (10. – 40,82) Toldi Sándor (9. – 41,09)                                                  |                                                                   |
| 1928                                                              | Donogán István (41,78) Egri Kálmán (41,89) Marvalits Kálmán (41,17)                                       | Ruda Erzsébet (29,65)                                             |
| 1932                                                              | Donogán István (5. – 47,07) Madarász Endre (6. – 46,52) Remecz József (9. – 45,02)                        | –                                                                 |
| 1936                                                              | Madarász Endre                                                                                            | –                                                                 |
| 1948                                                              | Klics Ferenc (5. – 48,21)                                                                                 | –                                                                 |
| 1952                                                              | Klics Ferenc (5. – 51,13)                                                                                 | Józsa Dezsőné (8. – 41,61)                                        |
| 1956                                                              | Klics Ferenc (7. – 51,82)                                                                                 | –                                                                 |
| 1960                                                              | Klics Ferenc (10. – 53,37) Szécsényi József (4. – 55,79)                                                  | –                                                                 |
| 1964                                                              | Szécsényi József (5. – 57,23)                                                                             | Kontsek Jolán (6. – 54,87) Stugner Judit (10. – 52,52)            |
| 1968                                                              | Faragó János (56,00) Tégla Ferenc (11. – 58,36)                                                           | Kontsek Jolán (3. – 54,90) Stugner Judit (11. – 52,08)            |
| 1972                                                              | Fejér Géza (5. – 62,62) Murányi János (12. – 57,92) Tégla Ferenc (7. – 60,60)                             | –                                                                 |
| 1976                                                              | Faragó János (14. – 57,48) Tégla Ferenc (11. – 60,54)                                                     | –                                                                 |
| 1980                                                              | – | Csőke Katalin (14. – 57,38) Herczeg Ágnes (12. – 55,06)           |
| 1992                                                              | Ficsor József (58,84) Horváth Attila (5. – 62,82)                                                         | –                                                                 |
| 1996                                                              | Horváth Attila (10. – 62,28)                                                                              | –                                                                 |
| 2000                                                              | Fazekas Róbert (16. – 61,76) Kővágó Zoltán Máté Gábor (23. – 60,86)                                       | –                                                                 |
| 2004                                                              | Fazekas Róbert (kizárva) Kővágó Zoltán (2. – 67,04) Máté Gábor (11. – 57,84)                              | Kürti Éva (52,52)                                                 |
| 2008                                                              | Fazekas Róbert (8. - 63,43) Kővágó Zoltán (21. – 60,79) Máté Gábor (13. – 62,44)                          | –                                                                 |
| 2016                                                              | Kővágó Zoltán (7. – 64,50)                                                                                | –                                                                 |